# Blagoje Istatov
Blagoje Istatov (Strumica, 5 april 1947 – Macedonië, 27 september 2018) was een voetballer afkomstig uit het voormalige Joegoslavië. Hij speelde als doelman. Van 1976 tot 1978 kwam hij uit voor de Nederlandse club FC Utrecht.